# Lewis and Clark Village
Lewis and Clark Village é uma cidade  localizada no estado americano de Missouri, no Condado de Buchanan.

## Demografia
Segundo o censo americano de 2000, a sua população era de 155 habitantes.
Em 2006, foi estimada uma população de 149, um decréscimo de 6 (-3.9%).

## Geografia
De acordo com o United States Census Bureau tem uma área de
1,9 km², dos quais 1,6 km² cobertos por terra e 0,3 km² cobertos por água.

## Localidades na vizinhança
O diagrama seguinte representa as localidades num raio de 20 km ao redor de Lewis and Clark Village.